# Critérium national 1968
Le Critérium national  1968 est l'édition de l'année 1968 de la course cycliste du Critérium national qui se déroula le 24 mars au circuit de Rouen-les-Essarts. Cette course  de 223.2 kilomètres était exclusivement ouverte aux coureurs français.
La victoire finale revient à Raymond Poulidor.

## Classement général final
| Rang | Vainqueur (nationalité) | Temps |
| ---- | ----------------------- | ----- |
| 1er  | Raymond Poulidor        |       |
| 2e   | Jean Jourden            |       |
| 3e   | Roger Pingeon           |       |
| 4e   | Gilbert Bellone         |       |
| 5e   | Maurice Izier           |       |
| 6e   |                         |       |
| 7e   | Charly Grosskost        |       |
| 8e   | Raymond Delisle         |       |
| 9e   | Lucien Aimar            |       |
| 10e  | Jean-Louis Bodin        |       |